# Eriphosoma jacobi
Eriphosoma jacobi är en skalbaggsart som beskrevs av Fuchs 1961. Eriphosoma jacobi ingår i släktet Eriphosoma och familjen långhorningar.
Artens utbredningsområde är Paraguay. Inga underarter finns listade i Catalogue of Life.